# Alachua floridensis
Alachua floridensis är en stekelart som beskrevs av Schauff och Boucek 1987. Alachua floridensis ingår som enda art i släktet Alachua och familjen finglanssteklar. Inga underarter finns listade i Catalogue of Life.